# سامسونگ گلکسی اس۱۰
سامسونگ گلکسی اس۱۰ (به انگلیسی: Samsung Galaxy S10) یک سری از تلفن‌های هوشمند اندرویدی است که توسط سامسونگ الکترونیک طراحی شده و ساخته می‌شود. این گوشی در روز ۲۰ فوریه ۲۰۱۹ در یک رویداد مطبوعاتی معرفی شد و در تاریخ ۸ مارس ۲۰۱۹ عرضه شد.
بنا به رسم سامسونگ از گلکسی اس۶ به بعد، این کمپانی گوشی پرچمدار خود را در دو نسخه معمولی و پلاس معرفی کرد؛ که عمده تفاوت این دو با اندازه صفحه نمایش و کیفیت دوربین سلفی مشخص می‌شود. علاوه بر این، سامسونگ همچنین یک مدل کوچک‌تر اقتصادی به‌نام گلکسی اس۱۰ئی و یک نسخه بزرگ‌تر ۵جی به‌نام اس۱۰ ۵جی، به این طیف اضافه کرده است. نسخه بزرگ‌تر، دارای قابلیت اتصال به نسل پنجم شبکه تلفن همراه است که سرعت بالاتر اینترنت را فراهم می‌کند. در سال ۲۰۲۰ سامسونگ یک گوشی میان‌رده از این سری به‌نام اس۱۰لایت را نیز وارد بازار کرد.
در ۶ مارس ۲۰۲۰، شرکت سامسونگ، تولید گوشی گلکسی اس۲۰ را به‌عنوان جانشین اس۱۰ آغاز کرد.